# Friedrich Rohde (Politiker)
Friedrich Rohde (* 6. September 1895 in Stutthof; † 21. Januar 1970 in Saßnitz) gehörte in der Zwischenkriegszeit für drei Jahre als SPD-Abgeordneter dem Danziger Volkstag an. Während der Zeit des Nationalsozialismus war er Mitglied einer antifaschistischen Widerstandsgruppe im Großraum Stutthof. Nach 1947 beteiligte er sich an verantwortlicher Stelle am Aufbau der volkseigenen Fischindustrie auf Rügen.

## Wurzeln
Friedrich Rohde wurde als Sohn des Fischers August Rohde und seiner Frau Maria geboren. Nach Abschluss der Volksschule verdingte er sich kurzzeitig als Schiffsjunge auf einem Schoner, ehe er im väterlichen Geschäft eine Lehre als Fischer absolvierte. Im Jahr 1913 wurde er, nach Eintritt als Arbeiter in die Preußische Strombauverwaltung, Mitglied der SPD und des Deutschen Transportarbeiter-Verbandes. Während des Ersten Weltkrieges in die Kieler Matrosendivision einberufen, trat er 1917 zur USPD über. Im Laufe der revolutionären Erhebung wurde er im November 1918 zum Mitglied des Kieler Arbeiter- und Soldatenrates gewählt.
Nach seiner Demobilisierung kehrte Rohde in seine Heimat als Arbeiter auf der ehemaligen Danziger Kaiserlichen Werft (Plehnersdorfer Werft) zurück, wo er 1920 zum Betriebsrat gewählt wurde. Mit dem Verlust tausender Arbeitsplätze auf der Werft verlor auch Rohde seine Stelle.
Seit 1920 mit Meta Maria Kochanski verheiratet, heuerte er 1920 als Hochseefischer in Geestemünde an. Er war aktiver Teilnehmer beim mehrmonatigen Streik der Herings- und Hochseefischerei im Frühjahr 1923. Im Jahr 1924 kehrte er nach Stutthof zurück, um das elterliche Fischereigeschäft zu übernehmen. Bereits 1922 war Rohde mit dem rechten Flügel der USPD wieder Mitglied der SPD geworden und hatte sich damit gegen den Anschluss seiner alten Partei an die Kommunistische Internationale entschieden.

## Sozialdemokratischer Aktivist – Widerständiges Verhalten
Die knapp 3.000 Einwohner zählende Gemeinde Stutthof zwischen Frischem Haff, Frischer Nehrung und Ostsee gehörte seit 1920 zur Freien Stadt Danzig. Alsbald nach seiner Rückkehr übernahm Rohde den Vorsitz der lokalen Ortsgruppe der Sozialdemokratischen Partei Danzigs und der lokalen Gruppe der Arbeiterjugend und wurde im Mai 1927 in den Kreistag Danziger Niederung gewählt. Bei der Volkstagswahl in Danzig 1927 wurde Rohde in den Volkstag gewählt. Im Parlament sah er sich als Interessenvertreter der ökonomisch bedrohten kleinen Fischer an Haff, Ostsee und Nehrung.
Bei der Volkstagswahl in Danzig 1930 konnte Rohde wegen der Verkleinerung des Danziger Parlamentes sein Mandat nicht mehr verteidigen. Aber 1931 gelang ihm die Wiederwahl in den Kreistag Danziger Niederung. Bei den Volkstagswahlen 1933 ging der bis dahin als linke Hochburg zählende Wahlkreis Stutthof mit 74,7 % an die NSDAP.
Als der Danziger Senat nach dem erdrutschartigen Sieg der Nationalsozialisten bei den Volkstagswahlen 1933 das reichsdeutsche Ermächtigungsgesetz übernahm, verlor Rohde sein Kreistagsmandat und kam zeitweilig in Untersuchungshaft. Später stand er unter Polizeiaufsicht.
Zur radikalen Einschüchterung der lokalen Opposition trug 1939 nach Kriegsbeginn die Errichtung eines Konzentrationslagers in Stutthof bei. Als Schutzmaßnahme schlossen sich nach dem Überfall auf Polen in Stutthof 34 Nazi-Gegner zu einem informellen illegalen „Marine-Bund“ zusammen. Besonders eng war Rohdes Verhältnis zum ehemaligen lokalen KPD-Vorsitzenden Rudolf Behrend. Auf Rohdes Schreibmaschine entstand das erste illegale KPD-Blatt.
Als kriegsverpflichteter Fischer musste Rohde den Luftwaffenstützpunkt Pillau mit Fisch versorgen; ein illegal eingebauter Radiosender auf seinem Boot diente der Information von Gesinnungsfreunden. Bei der Verhaftungswelle nach dem fehlgeschlagenen Attentat auf Hitler (Aktion Gitter) gegen ehemalige prominente Mandatsträger der „Systemparteien“ kam Rohde mit einer Hausdurchsuchung davon. Kurz vor Kriegsende wurde Rohde zum Volkssturm eingezogen, aber konnte desertieren und sich in der Nähe seines Heimatortes verstecken.
Von der  Roten Armee im Mai 1945 zum „Bürgermeister der Deutschen“ in Stutthof gemacht, hatte Rohde Befehle entgegenzunehmen und die Versorgung sicherzustellen. Die neue polnische Administration beließ Friedrich Rohde in seiner Funktion, bis er Ende 1946 mit seiner Frau aus seiner Heimat ausgewiesen wurde. Im Auffanglager Wernigerode trat er der SED bei.

## Auf Rügen
Im Mai 1947 durfte Rohde nach Rügen umziehen, um dort als Fischer zu arbeiten. Der ehemalige KPD-Fraktionsvorsitzende im Danziger Volkstag, Anton Plenikowski, unterstützte Rohde bei seinem beruflichen Neustart an der Ostsee. Ende 1948 zum neuen technischen Leiter der volkseigenen Fischfangindustrie berufen, fungierte Friedrich Rohde seit November 1949 als verantwortlicher Leiter des Fischfangkombinats in Saßnitz, das anfangs mit erheblichen infrastrukturellen Problemen zu kämpfen hatte.
Im September 1951 erfolgte wegen angeblicher Sabotage und Wirtschaftsverbrechen Rohdes Verhaftung im Rahmen der stalinistischen innerparteilichen Säuberungswelle der SED. Nach 15-monatiger Untersuchungshaft wurde er im „Prozeß Fischkombinat“ zu einer dreijährigen Gefängnisstrafe auf Bewährung verurteilt. Diese Verurteilung rief an Rohdes alter Arbeitsstelle beträchtliche Unruhe hervor. Vor allem auf Gewerkschaftsseite regte sich Kritik, die Wirkung zeigte.  Seit März 1954 wieder als „Werksbeauftragter für Schiffbau und Reparatur“ eingesetzt, stieg Rohde bis zum Produktionsleiter für den Betrieb Fischfang auf. Über mehrere Jahre hinweg erreichte Rohde seine vollständige Rehabilitierung.
1962 ging Rohde in Rente. Im September 1967 erhielt er den Vaterländischen Verdienstorden in Bronze in „Würdigung seiner hervorragenden Leistungen beim Aufbau des volkseigenen Fischkombinats Saßnitz“.